# 2·23 쿠데타
223 쿠데타 또는 1981년 스페인 쿠데타 미수(스페인어: Intento de Golpe de Estado de España de 1981)는 암호명 23-F 하에 1981년 2월 23일 스페인에서 발생한 쿠데타 미수 사건이다. 하원 의사당 TV 중계 중 쿠데타군이 의사당에 난입하여 그 영상이 전국에 중계되었고, 현재까지도 많은 에스파냐인들의 기억에 남아 있다.
에스파냐 내전 이후 오랫동안 카우디요로 군림한 독재자 프란시스코 프랑코가 1975년 11월 사망하고, 프랑코의 유언에 따라 후안 카를로스 1세를 국왕으로 하는 왕정복고가 이루어졌다. 후안 카를로스 1세는 프랑코의 군부독재 체제를 계승하지 않고 민주화를 추진하여 빠르게 서방식 의회민주주의-입헌군주제 체제로의 전환을 꾀했다. 이와 같은 상황을 받아 프랑코 시대 말기인 1974년 1월부터 총리를 지낸 카를로스 데 아리아스 나바로 후작이 1976년 7월 실각, 국민운동 사무국장 아돌포 수아레스가 총리가 되었다.
수아레스 내각에서 에스파냐 민주화는 더욱 가속도가 붙어, 1977년 6월 총선을 실시하고 수아레스가 이끄는 국민운동을 비롯한 수십 정당이 연합하여 형성된 국민중도연합의 단독정권이 탄생했다. 같은 해 4월에는 개헌이 이루어지고 공산당이 합법화되는 등 공식적으로 민주주의 체제로 이행했다.
그러나 군부는 민주주의 체제 전환에 따른 지위 저하, 공산당 합법화(공산당이 합법화되자 육군장관과 해군장관이 사퇴로 항의를 표명했다), 바스크 독립을 주장하는 바스크 조국과 자유의 테러 활성화, 실업률이 20%를 초과하는 경제부진 등이 작용하여 군부독재의 부활을 요구하는 육군내 우파세력의 움직임이 활발해졌다. 이 같은 움직임을 받아 1977년 11월 "군부우파" 하이메 미란스 델 보슈 육군중장(보직: 제3군관구 사령관)과 가브리엘 피타 데 바이가 해군중장(전직 해군장관)이 작당하여 수아레스 내각을 축출하고 "구국내각"을 설립하여 의회 권한을 축소시키고 국왕을 옆에 끼고 독재를 펼치는 프랑코식 군부독재의 부활을 획책했다.
한편, 1978년 11월에는 과르디아 시빌(국가헌병대)의 안토니오 테헤로 헌병중령과 사엔스 데 이네스트리자스 헌병중위 등이 수아레스 정권을 전복시키기 위한 쿠데타 계획인 "갈락시아 계획"을 세웠다. 그러나 실행에 옮기기 전에 계획이 탄로나 테헤로 중령은 군사재판에서 징역 11개월형을 선고받는다. 갈락시아 계획이 좌절된 뒤 다른 쿠데타 계획이 적발되는 일은 없었으나, 군부내 우파가 활개치는 상황에 변화가 없자 쿠데타에 관한 소문은 계속 횡행했다.
1981년 2월 23일 오후 6시경, 석방된 테헤로 중령이 자동소총으로 무장한 국가헌병대원 200여 명을 이끌고 하원 의사당에 난입, 동년 1월 29일 사임을 표명했던 수아레스 총리와 공산당의 산티아고 카리요 서기장, 사회노동당의 펠리페 곤살레스 서기장 등이 포함된 하원의원 350여 명을 인질로 잡았다. 이에 맞춰 보슈 중장이 이끄는 기갑부대가 발렌시아 시내에 전개되었으며, 마드리드의 국영방송국을 점거했다.
하원 중앙 단상에 선 테헤로 중령은 "모두 엎드리라"고 소리쳤고, 동시에 헌병대원들이 자동소총을 난사해 대부분의 의원들이 좌석 아래에 엎드려 있었다. 하지만 군부의 압력을 받으면서도 민주화 과정을 진행해온 수아레스 총리와, 군부독재 시절의 공산당 탄압을 이겨내고 제도권 정치에 복귀한 카리요 서기장은 엎드리기는커녕 꼿꼿이 앉아 버텼다. 한편 사회노동당의 곤살레스 서기장은 다른 의원에게 밀려 넘어졌다.
이 날은 원래 수아레스 총리의 사임 표명에 따라 새 총리를 선출하는 날이었고, 때문에 여야 모든 하원의원이 출석했을 뿐 아니라 텔레비전 카메라가 존재하여 에스파냐 전역에 생중계가 되고 있었다. 테헤로 중령을 비롯한 헌병 반란군은 이 사실을 개닫지 못했고, 방송국을 점거한 육군 반란군도 통신설비 파괴공작 등을 실시하지 않았기 때문에 쿠데타가 실패로 돌아갈 때까지 의사당 내부의 모든 모습이 영상기록으로 남았다.
쿠데타 주모자 중 하나였던 육군참모차장 알폰소 아르마다 코민 육군소장은 국왕의 지지를 얻고자 전화를 걸어 알현을 청했지만 코민 소장의 쿠데타 관여를 눈치챈 국왕이 알현을 거부했다. 국왕은 반대로 에스파냐 전역의 사단들에 쿠데타에 가담하지 말 것을 명령했다. 한편, 테헤로 중령의 쿠데타 사실을 알게 된 국가헌병대 총사령관 호세 루이스 아람부루 토페테 헌병중장이 오후 8시경 몸소 하원으로 향해 부하인 테헤로 중령을 설득하려 했으나 쫓겨났다. 또 육군참모총장 호세 가베이라스 육군중장은 코민 소장을 통해 테헤로 중령에게 투항한 뒤 공군 군용기 편으로 국외 망명을 할 것을 설득했지만 테헤로 중령은 코민 소장의 설득도 거부하고 하원 점거를 계속했다.
20시, 국왕 후안 카를로스 1세는 육군 총사령관 정복을 착용하고 점거된 국영방송국에 직접 전화를 걸어 반란군을 설득, 촬영진을 왕궁으로 데려오는 데 성공했다. 23시 30분 국왕은 텔레비전 카메라 앞에서 쿠데타에 가담한 보슈 중장에게 부대를 원대복귀시키라는 명령을 내렸다. 보슈 중장이 차라리 자기를 사살하라며 강경하게 나오자 국왕은 자신은 현행 헌법 질서를 유지할 것이며 국왕의 명에 반하는 쿠데타는 반역이라고 단호한 의사를 나타냈다. 이에 반란군은 전의를 잃었다. 익일 1시 23분 국왕의 명령이 텔레비전으로 방송되고 국민들이 쿠데타의 실패를 알게 되었다.
4시경 국왕의 지지를 얻지 못한 것을 확인한 보슈 중장이 투항했다. 한편 테헤로 중령은 중위 이하 계급의 헌병대원 부하들은 기소 대상이 되지 않는 것을 조건으로 인질들을 석방하고 자신도 투항했다. 테헤로 중령이 투항하기 전부터 국왕이 지지하지 않은 쿠데타의 실패를 깨달은 헌병대원들은 무기를 버리고 창문을 통해 도망치기 시작했다. 보슈와 테헤로의 배후인물들도 잇따라 구속되었다.
쿠데타 진압 다음날인 2월 25일 레오폴도 칼보 소텔로가 후임 총리로 취임했다. 2·23 쿠데타 미수는 군부의 위신을 추락시키고 정치에 대한 영향력을 배제시켜 에스파냐에 민주주의가 완전히 정착하는 계기가 되었다. 또 민주주의의 수호자 역할을 한 국왕에 대한 신뢰가 비약적으로 높아지는 결과도 나타났다.
이후 코민 소장, 보슈 중장, 테헤로 중령 등은 반역죄로 재판에 처해졌지만 그 중 코민 소장은 쿠데타에 관여하지 않았다고 주장했다. 이들은 모두 유죄 판결을 받고 실형에 처해졌는데, 테헤로 중령은 1982년 총선에 옥중출마해 화제가 되었다.
이 사건에 대해 민주주의를 부정하고 협왕 군부독재 부활을 꾀한 쿠데타를 국왕이 자기 손으로 진압함으로써 국민에 대한 국왕의 위신을 높이는 동시에 민주주의를 정착시켜 공산주의 세력의 기세를 꺾음으로써 좌경화를 중단시킬 것을 목적으로 국왕이 꾸민 자작극이라는 음모론도 존재하지만, 이 의견을 지지하는 사람은 매우 적다.

## 같이 보기
- 2021년 미국 국회의사당 습격